# Tom-W.-Bonner-Preis für Kernphysik
Der Tom-W.-Bonner-Preis für Kernphysik (Tom W. Bonner Prize for Nuclear Physics) ist ein jährlich von der American Physical Society für Kernphysik verliehener Preis. Er ist nach dem Physiker Tom Wilkerson Bonner (1910–1961) benannt.
Der Bonner-Preis ist mit 10.000 Dollar dotiert (Stand 2024) und wird seit 1964 verliehen. Grundsätzlich wird er für experimentelle Arbeiten verliehen, gelegentlich aber auch an Theoretiker, z. B. Herman Feshbach oder Akito Arima und Francesco Iachello.

## Preisträger
- 1965 Henry Barschall
- 1966 Robert Jemison Van de Graaff
- 1967 Charles Lauritsen
- 1968 Raymond Herb
- 1969 Gregory Breit
- 1970 William Alfred Fowler
- 1971 Maurice Goldhaber
- 1972 John D. Anderson, Donald Robson
- 1973 Herman Feshbach
- 1974 Denys Wilkinson
- 1975 Chien-Shiung Wu
- 1976 John P. Schiffer
- 1977 Stuart Thomas Butler, George Raymond Satchler
- 1978 Sergei Polikanov, V. M. Strutinsky
- 1979 Roy Middleton, Willy Haeberli
- 1980 Frank S. Stephens, Richard M. Diamond
- 1981 Bernard L. Cohen
- 1982 Gerald Brown
- 1983 Charles D. Goodman
- 1984 Harald A. Enge
- 1985 Eric G. Adelberger
- 1986 Lowell M. Bollinger
- 1987 Bernard Frois, Ingo Sick
- 1988 Raymond Davis junior
- 1989 Ernest M. Henley
- 1990 Vernon Hughes
- 1991 Peter J. Twin
- 1992 Henry G. Blosser, Robert E. Pollock
- 1993 Akito Arima, Francesco Iachello
- 1994 Ernest K. Warburton
- 1995 Felix Boehm
- 1996 John Dirk Walecka
- 1997 R. G. Hamish Robertson
- 1998 Joel M. Moss
- 1999 Vijay Pandharipande
- 2000 Raymond G. Arnold
- 2001 Richard Geller, Claude Lyneis
- 2002 J. David Bowman
- 2003 Arthur McDonald
- 2004 George Bertsch
- 2005 Roy Holt
- 2006 Ian Towner, John Hardy
- 2007 Stuart J. Freedman
- 2008 Arthur Poskanzer
- 2009 Robert D. McKeown
- 2010 Steven C. Pieper, Robert B. Wiringa
- 2011 Richard F. Casten
- 2012 Witold Nazarewicz
- 2013 Michael K. Moe
- 2014 William A. Zajc
- 2015 Howard Wieman, Miklos Gyulassy
- 2016 I-Yang Lee
- 2017 Charles F. Perdrisat
- 2018 Bradley M. Sherrill
- 2019 Barbara V. Jacak
- 2020 Richard Milner
- 2021 Geoffrey L. Greene
- 2022 David W. Hertzog
- 2023 Jen-Chieh Peng
- 2024 Wit Busza
- 2025 Volker D. Burkert